# Witkar

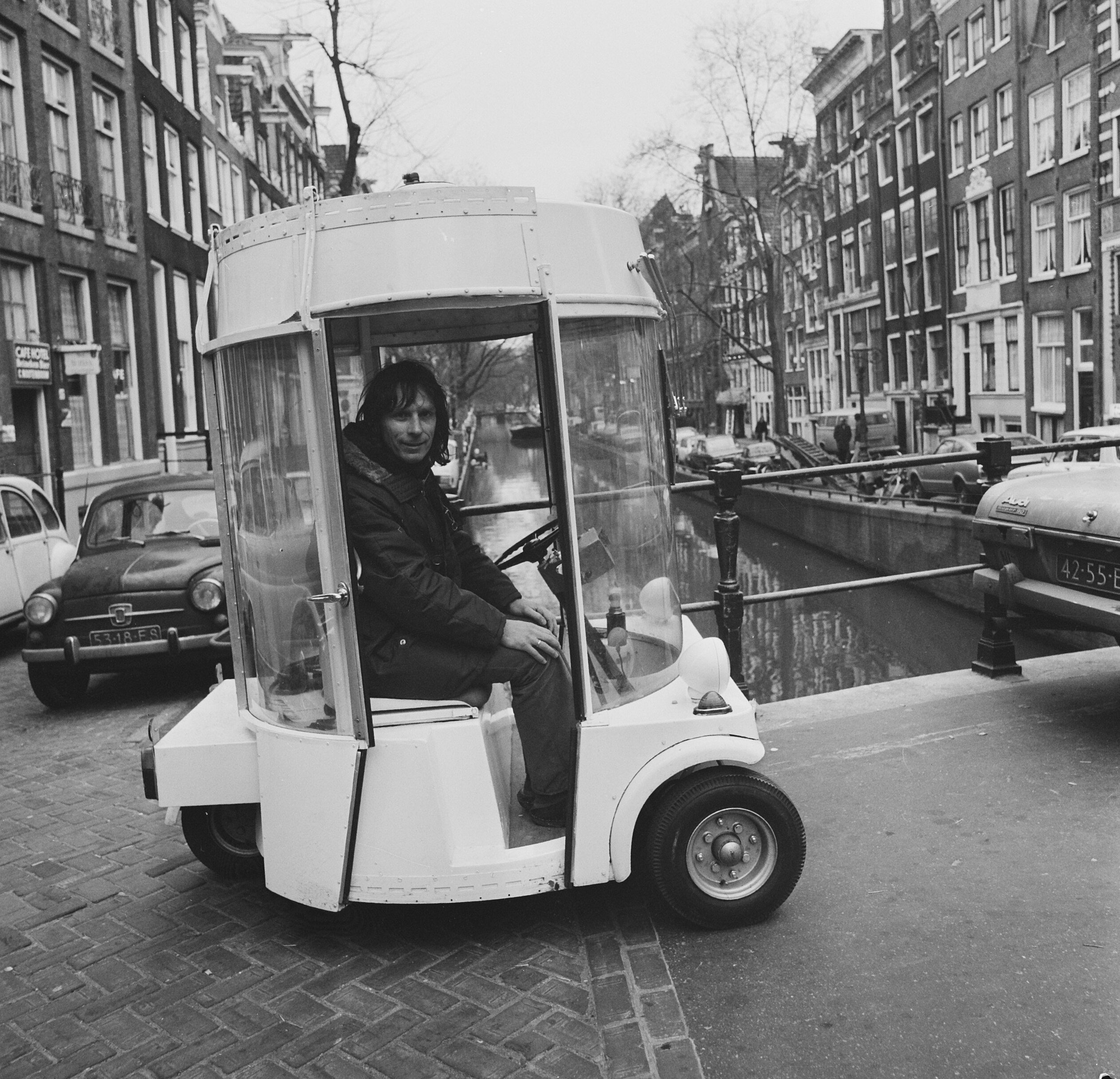
Изобретатель и дизайнер Лууд Шиммельпенник в Witkar, 19 февраля 1974 года

«Witkar» (с нидерл. — «Белая машина») — проект краткосросрочной аренды электромобилей в Амстердаме.
Автор проекта — изобретатель и политик Лууд Шиммельпенник, предложивший его как способ улучшения экологической ситуации в Амстердаме. Для осуществления проекта было создано кооперативное общество, которое привлекло кредиты на его финансирование.
Были разработаны специальные двухместные маленькие электромобили, которые должны были быть размещены на пяти станциях проката в центре города. Система управлялась компьютером PDP-11 и предусматривала автоматическую оплату проката со счетов клиентов в амстердамском сберегательном банке.
Система начала работать в марте 1974 года, в ней было задействовано 35 электромобилей. Планировалось увеличение числа электромобилей и станций проката, но это не было осуществлено, и в 1986 году проект было решено свернуть по финансовым причинам.

## Галерея

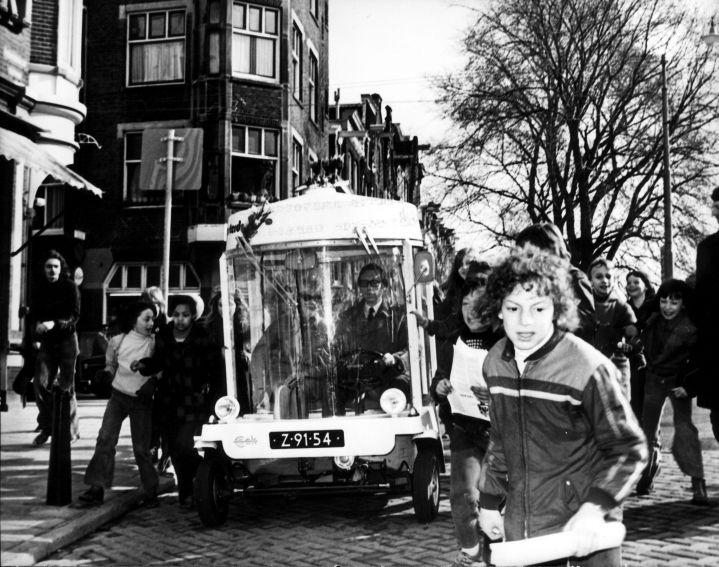
Министр транспорта Ирена Форринк и член городского совета Браутигам совершают первую поездку на Witkar 21 марта 1974 года
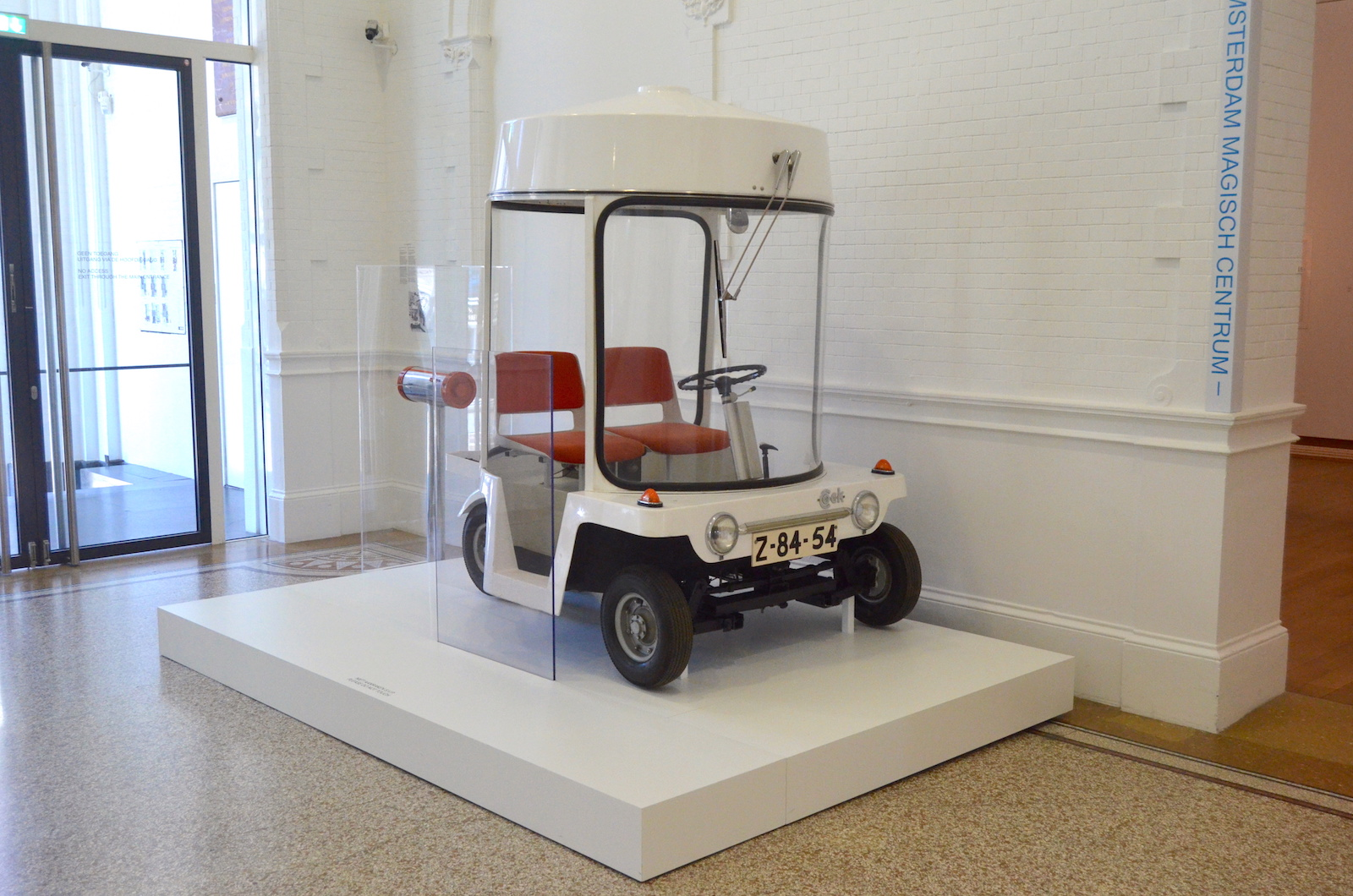
Witkar в Городском музее Амстердама, 2018 год
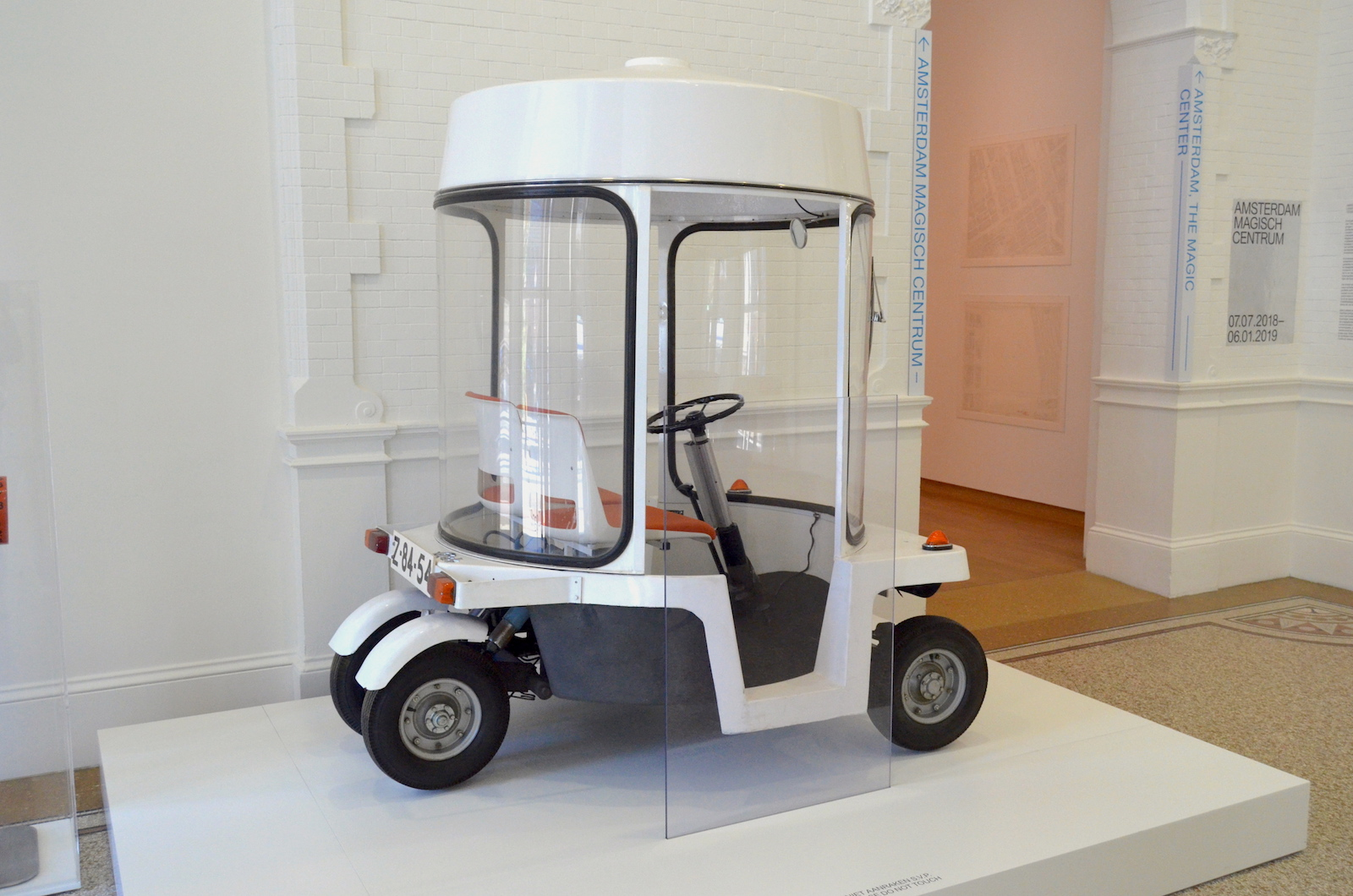
Witkar в Городском музее Амстердама, 2018 год